# Парашютист-пожарный

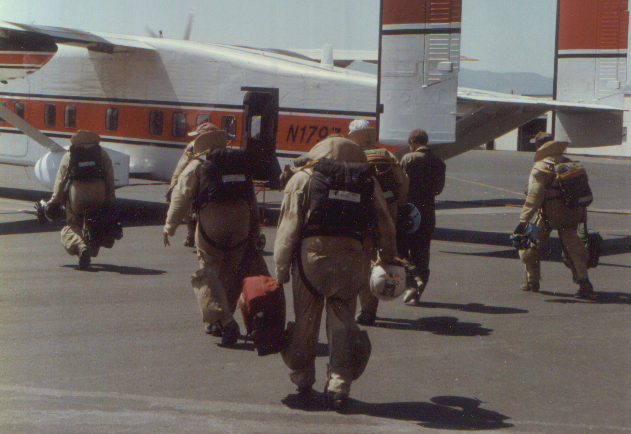
Полностью экипированные парашютисты-пожарные садятся в самолёт C-23 Sherpa в Мизуле, штат Монтана, на пути к пожару в Северном Айдахо, 1994 год

Парашютисты-пожарные — пожарные, совершающие прыжки с парашютом для тушения лесных пожаров в труднодоступных местах. Пожарные-парашютисты есть лишь в трех странах мира — США, Канаде и России.

## Россия
Тушить пожары с помощью воздушного десанта в СССР предложил Георгий Александрович Мокеев. который более 10 лет руководил всеми работами по тушению лесов в СССР. 19 июня 1936 года он выполнил первый прыжок к очагу лесного пожара в Горьковской области вместе с инструктором И. З. Левиным. После приземления они мобилизовали население нескольких деревень на тушение огня.
Первоначально парашютисты-пожарные высаживались у населенных пунктов для извещения населения о лесных пожарах и его мобилизации для борьбы с огнем, но в 1938 году впервые парашютистами-пожарными самостоятельно был потушен лесной пожар.
В 1952 году на смену самолётам ПО-2 и Ш-2 пришёл самолёт Ан-2, который мог брать на борт до 10 парашютистов-пожарных. Пожарные-парашютисты тушили пожар, а затем опиливали площадку, чтобы на неё мог сесть вертолет, или доходили до реки и по ней сплавлялись до ближайшего населенного пункта.
В 1958 году было создано учреждение «Авиалесоохрана».
На 2017 год численность парашютно-десантной пожарной службы «Авиалесоохраны» составляла 725 человек. Обычно десантно-пожарная группа состоит из 6 десантников-пожарных и может входить в состав десантно-пожарной команды численностью 12 человек, возглавляемой инструктором.

## США

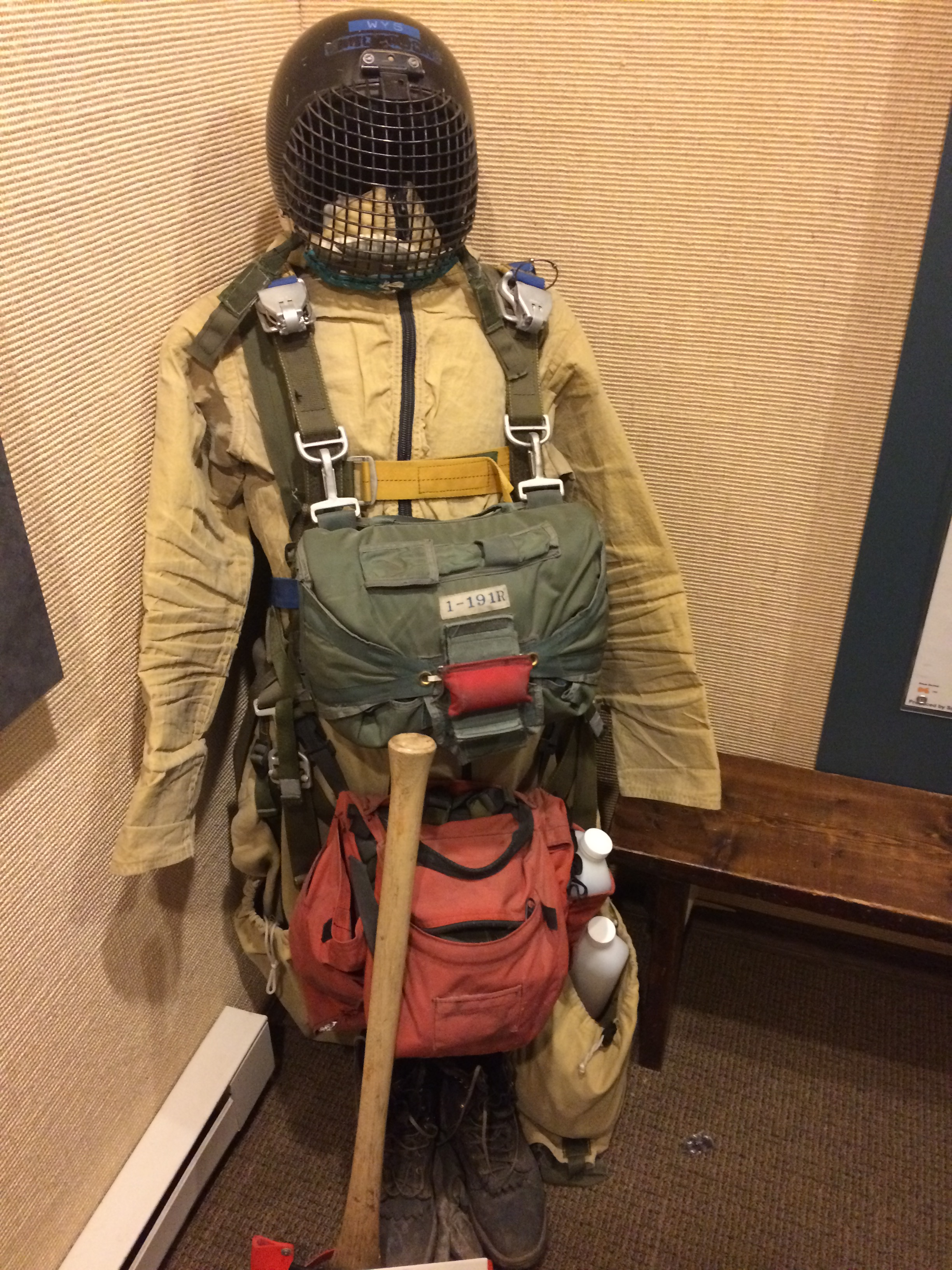
Снаряжение парашютиста-пожарного США

В США использование парашютистов для тушения лесных пожаров началось в 1940 году. Во время Второй мировой войны Армия США обучила 555-й парашютный батальон тушению лесных пожаров для борьбы с японскими зажигательными воздушными шарами.
В настоящее время в США существуют 7 авиабаз Федеральной лесной службы и 2 авиабазы Бюро по управлению земельными ресурсами, на которых базируются отряды парашютистов-пожарных.

## Канада
В Канаде парашютисты-пожарные появились в 1998 году в Службе по охране дикой природы Британской Колумбии.